# Tacticiteit
Bij de vorming van een polymeer uit monomeren zoals propeen, styreen en chlooretheen,
zijn er in principe drie mogelijkheden, “kop–staart”-, “kop–kop”- en “staart–staart”-bindingen.

Kop-staart-isomerie

In praktijk ontstaan in de meeste gevallen kop-staart-polymeren. Bij dergelijke polymeren staat er dus om de twee koolstofatomen een R-groep gesubstitueerd.
Op elke koolstofatoom (dat zich in de sp³-hybridisatietoestand bevindt) waarop zich zo'n R-groep bevindt zijn er verder twee mogelijkheden, naargelang de ruimtelijke stand van de R-groep: de R-groep kan ofwel naar voor, ofwel naar achter gericht staan.
De relatieve stand van de R-groepen bepaalt de tacticiteit van het polymeer. Er kunnen voor de tacticiteit drie gevallen worden onderscheiden.
- Atactisch, de groepen R staan willekeurig naar voren of naar achteren.

- Isotactisch, alle groepen R wijzen dezelfde kant op vanuit de ruggengraat van het polymeer.

- Syndiotactisch, de groepen R staan om-en-om naar voren en naar achteren vanuit de ruggengraat van het polymeer.

Bij radicalaire polymerisatie ontstaan overwegend atactische polymeren, terwijl bij het gebruik van Ziegler-Natta-katalysatoren vooral isotactische polymeren worden gevormd. En dit verschil is van groot belang. De tacticiteit blijkt namelijk een zeer grote invloed uit te oefenen op de eigenschappen van polymeren. Zo is polypropeen dat radicalair wordt geproduceerd een viskeuze pasta, die totaal ongeschikt is voor de verdere verwerking tot voorwerpen. Alle polypropeen dat in voorwerpen wordt omgezet is dus isotactisch, en is verkregen via een productie met vaste katalysatoren.

## Atactisch
Een eerste soort tacticiteit zijn de atactische polymeren. Een atactisch polymeer heeft onregelmatig verdeelde R-groepen. Polymeerketens zijn over het algemeen regelmatig opgebouwd, doch er zijn enkele variaties mogelijk. Een van deze variatie is de plaatsing van de zijgroepen in de polymeerketen. De plaatsing van de R-groepen bij de keten -CH2-CHR- kan regelmatig of onregelmatig zijn. Indien de R-groepen onregelmatig geplaatst zijn spreekt men van atactisch.

## Isotactisch
Een tweede soort tacticiteit zijn de isotactische polymeren. Hier bevinden alle R-groepen zich aan dezelfde kant van de keten in de ruimtelijke structuur van het polymeer. Deze structuur is veel meer geordend dan atactische polymeren.

## Syndiotactisch
Een derde soort tacticiteit zijn de syndiotactische polymeren. Hier bevinden alle R-groepen zich afwisselend naar voor en naar achter in de ruimtelijke structuur van het polymeer. Deze structuur is veel meer geordend dan atactisch polymeren.

## De tacticiteiten van polystyreen
De afbeelding rechts geeft de tacticiteiten van polystyreen weer: respectievelijk atactisch, isotactisch en syndiotactisch polystyreen.

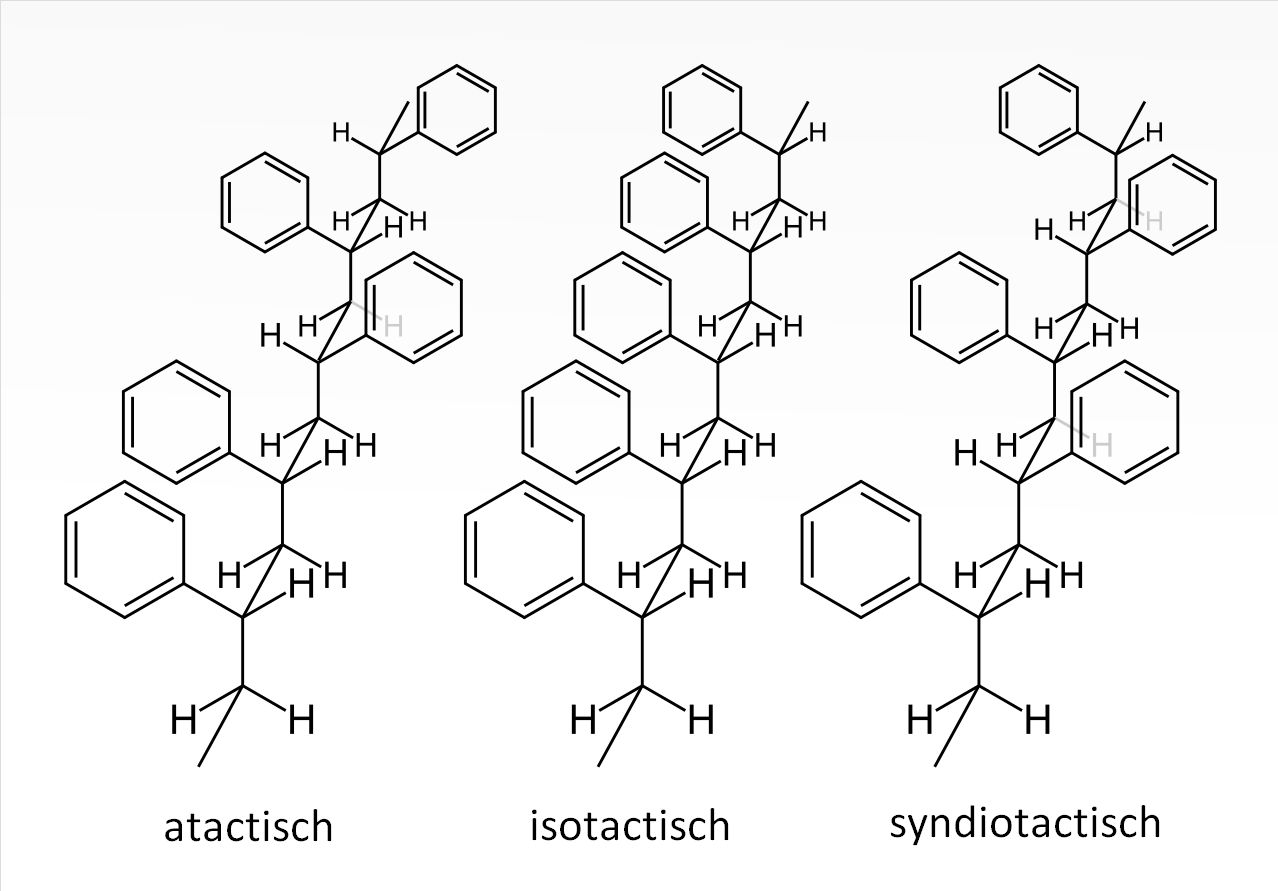
Voorbeeld: Mogelijke tacticiteiten van polystyreen